# Царка Јовановић
Царка Јовановић (Крушевац, 28. фебруар 1896 — Београд, 12. септембар 1994) била је српска филмска и позоришна глумица.

## Биографија
Милица-Царка Јовановић започиње глумачку каријеру 1919. у путујућем друштву Љубе Вукомановића, а затим је била чланица позоришта Петра Христилића (1921, 1924, 1925/26) Душана Животића (1921/22, 1923//24, 1928-1930) Николе Јоксимовића, глумила је у нишком Народном позоришту (1922/23), у Битољу (1924/25) и Лесковцу (1926-28). Мењајући непрестано разна „повлашћена" „подрињска", „тимочко-косовска", народна и градска позоришта, Царка Јовановић се упорним и студиозним радом наметнула као даровита и перспективна млада глумица. Године 1930. долази у Бањалуку у тек основано Народно позориште врбавске бановине и ту ће остати наредних 11 година. У овон периоду ће ова даровита глумица да пређе природан пут од младах хероина до зрелих жена. У првим созонама Царка Јовановић је са подједнаким успехом играла и у драми и у комедији, у широком распону од Јулишке (Пут око света Нушића) и Пеле (Зла жена, Стерије), преко Магде (Златарево злато Шеное И Дежмана) и Маре (Граничари Фрајденрајха), до Стане (Коштана Станковића) и Петре (Ђидо Веселиновића и Брзака).Након стотину одиграних улога и главнлх и епизодних и оних сасвим споредних, негде од сезоне 1935/36, у својој четрдесетој години, она постепено почиње да креира сложене драмске карактере зрелих жена:
| Улога                    | Назив                | Аутор                         |
| ------------------------ | -------------------- | ----------------------------- |
| Емилија                  | Отело                | Вилијам Шекспир               |
| Мадлена Петровна         | У агонији            | Мирослав Крлежа               |
| Раиса Павловна Гурмишска | Шума                 | Николај Алексејевич Островски |
| Дулска                   | Морал госпође Дулске | Габријела Запољска            |
| Госпођа Ворен            | Занат госпође Ворен  | Џорџ Бернард Шо               |
| Гертруда                 | Хамлет               | Вилијам Шекспир               |
| Елмира                   | Тартиф               | Молијер                       |
| Милерова жена            | Сплетка и љубав      | Фридрих Шилер                 |
| Ката                     | Коштана              | Борисав Станковић             |
| Мајка Југовића           | Смрт Мајке Југовића  | Иво Војновић                  |
| Леди Капулети            | Ромео и Јулија       | Вилијам Шекспир               |
| Јеле                     | Еквиноциј            | Иво Војновић                  |
Након једанаест сезона проведерних у Бањалуци и око 250 одиграних улога,она одлази у Београд 
(Уметниоко позориште 1941-1943, Градско позориште 1945/46, Југословенско драмско позориште 1947-1949, 
Филмско позорште 1949-1951), а затилм је једно кратко време играла у Пожаревцу (1946/47) и Ваљеву (1947). 
Пензионисана је 1951. године.

## Филмографија
Глумица  |  
| Глумица | ▲ |
| ------- | - |

Дугометражни филм  |  ТВ филм  |  Кратки филм
|                   | 1940 | 1950 | 1960 | 1970 | Укупно |
| ----------------- | ---- | ---- | ---- | ---- | ------ |
| Дугометражни филм | 2    | 1    | 2    | 0    | 5      |
| ТВ филм           | 0    | 1    | 3    | 1    | 5      |
| Кратки филм       | 0    | 0    | 1    | 0    | 1      |
| Укупно            | 2    | 2    | 6    | 1    | 11     |
|           | Назив               | Улога       |
| --------- | ------------------- | ----------- |
| 1947      | Славица             | Луце        |
| 1947      | Живјеће овај народ  | Баба        |
| 1950-te ▲ |                     |             |
| 1951      | Мајор Баук          | Марија Баук |
| 1960-te ▲ |                     |             |
| 1962      | Прозван је и пето-3 | /           |
| 1966      | Време љубави        | /           |
|           | Назив                   | Улога    |
| --------- | ----------------------- | -------- |
| 1958      | Случај у трамвају       | Служавка |
| 1960-te ▲ |                         |          |
| 1962      | Злочин Силвестра Бонара | /        |
| 1962      | Троја врата             | /        |
| 1963      | Афера Сент Фијакр       | /        |
| 1970-te ▲ |                         |          |
| 1975      | Сведоци оптужбе         | /        |
|      | Назив   |
| ---- | ------- |
| 1964 | Поподне |